# Europees kampioenschap basketbal mannen 1975
Eurobasket 1975 is het negentiende gehouden Europees Kampioenschap basketbal. Eurobasket 1975 werd georganiseerd door FIBA Europe. Twaalf landen die ingeschreven waren bij de FIBA, namen deel aan het toernooi dat gehouden werd in 1975 te Belgrado, Joegoslavië. Het basketbalteam van het gastland werd de uiteindelijke winnaar van het toernooi.

## Eindklassement
1. Joegoslavië
2. Sovjet-Unie
3. Italië
4. Spanje
5. Bulgarije
6. Tsjecho-Slowakije
7. Israël
8. Polen
9. Turkije
10. Nederland
11. Roemenië
12. Griekenland

| Eurobasket 1975 winnaar  |
| ------------------------ |
| Joegoslavië Tweede titel |

## Individuele prijzen

### MVP (Meest Waardevolle Speler)
- Krešimir Ćosić

### All-Star Team
- Sergej Belov
- Dražen Dalipagić
- Wayne Brabender
- Krešimir Ćosić
- Atanas Golomeev